# Paul Breisch

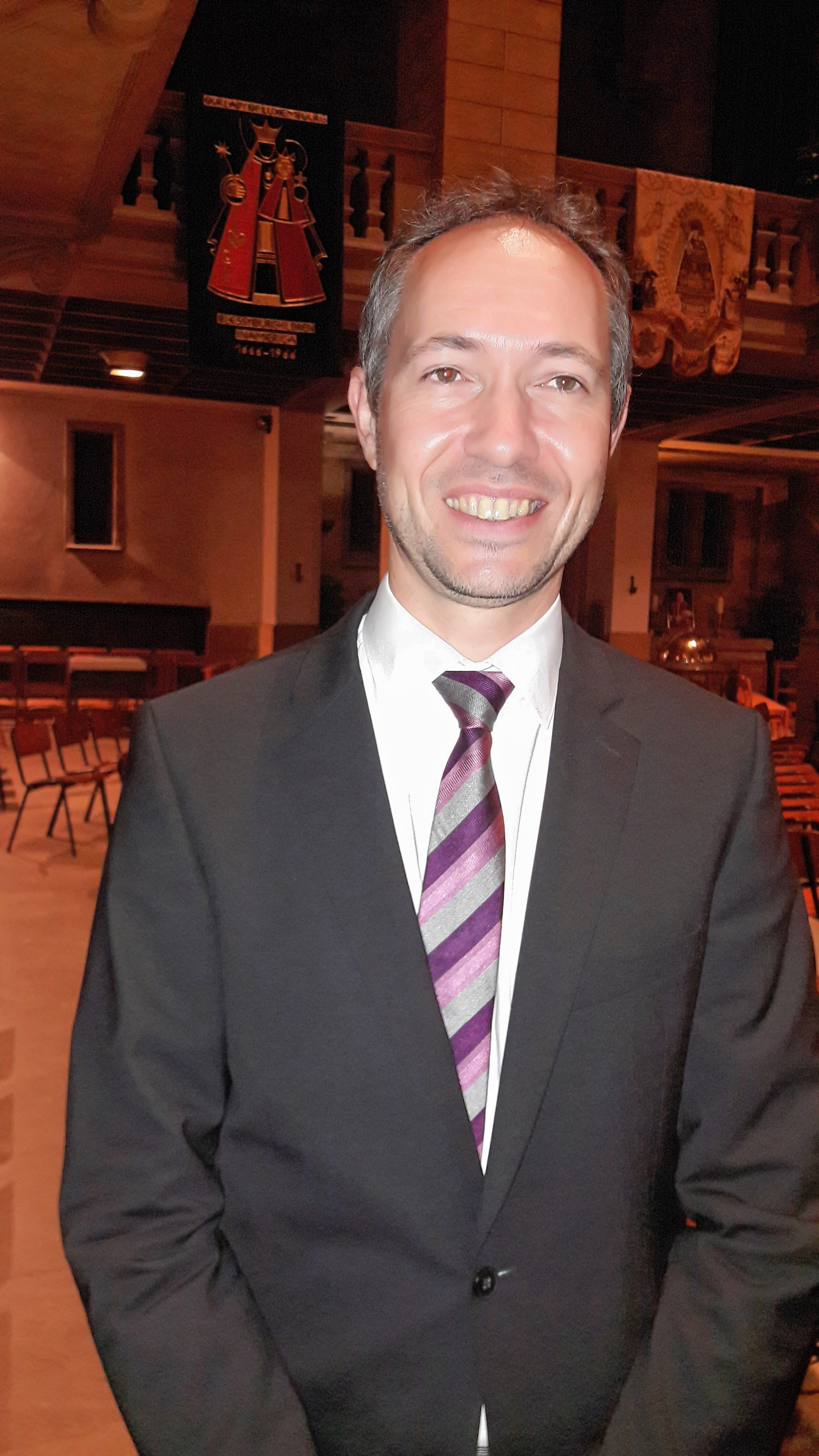
Paul Breisch

Paul Breisch (* 26. Januar 1974 in Esch/Alzette) ist ein luxemburgischer Musiker und Domorganist an der Kathedrale von Luxemburg. Er ist im Juli 2006 vom zuständigen Kirchenverwaltungsrat zum Nachfolger des unerwartet an den Folgen einer Hirnhautentzündung verstorbenen Maître Carlo Hommel bestimmt worden.
Paul Breisch ist ein ehemaliger Schüler Carlo Hommels und studierte auch bei Olivier Latry und Thierry Escaich am Pariser Konservatorium, wo er dann in sieben Fächern erste Preise erwarb. Seit 2003 wirkte er als Professor für Orgelspiel und für Gregorianik am Konservatorium von Esch/Alzette und war darüber hinaus Organist an der Stahlhuth-Jann-Orgel in der Sankt-Martins-Kirche in Düdelingen.
Paul Breisch ist der Bruder der Schauspielerin, Sängerin und Synchronsprecherin Martine Anne Breisch.